# 2e division légère mécanique
Pour les articles homonymes, voir 2e division et division légère mécanique.
La 2e division légère mécanique (2e DLM) est une unité française de blindés, créée en 1937, par la transformation de la 5e division de cavalerie, basée à Lyon.
Pendant la campagne de France, encerclée en Belgique, elle est reconstituée début juin, et mène des combats retardateurs, lors du repli de l'Armée française, dans le sud-ouest du pays, jusqu'à l'armistice du 22 juin 1940 entré en vigueur le 25 juin 1940. Après la défaite, la division est dissoute, le 16 juillet.

## Chefs de la2eDLM
- 1937 : général René de Lescazes
- de 5 juillet 1937 au 13 janvier 1940 : général René Altmayer

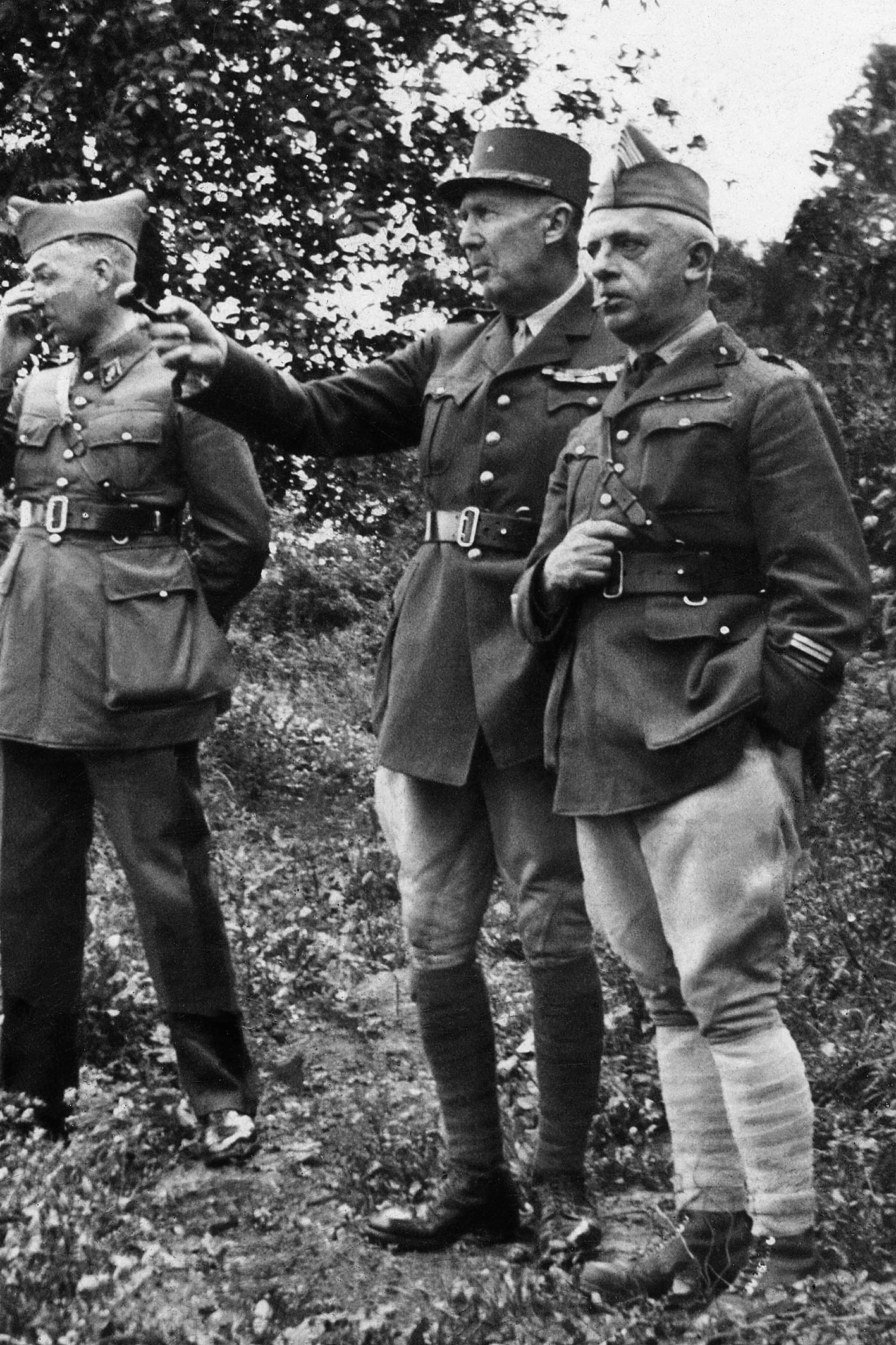
Le général Bougrain (au centre), avec le capitaine Pecqueur et le colonel Morio (du 8e cuirassiers), en 1939.

- du 13 janvier 1940 au 16 juillet 1940 : général Gabriel Bougrain[1]

## Organisation
La division est organisée en deux brigades, les 3e et 4e brigades légères mécaniques et des unités directement subordonnées à la division.

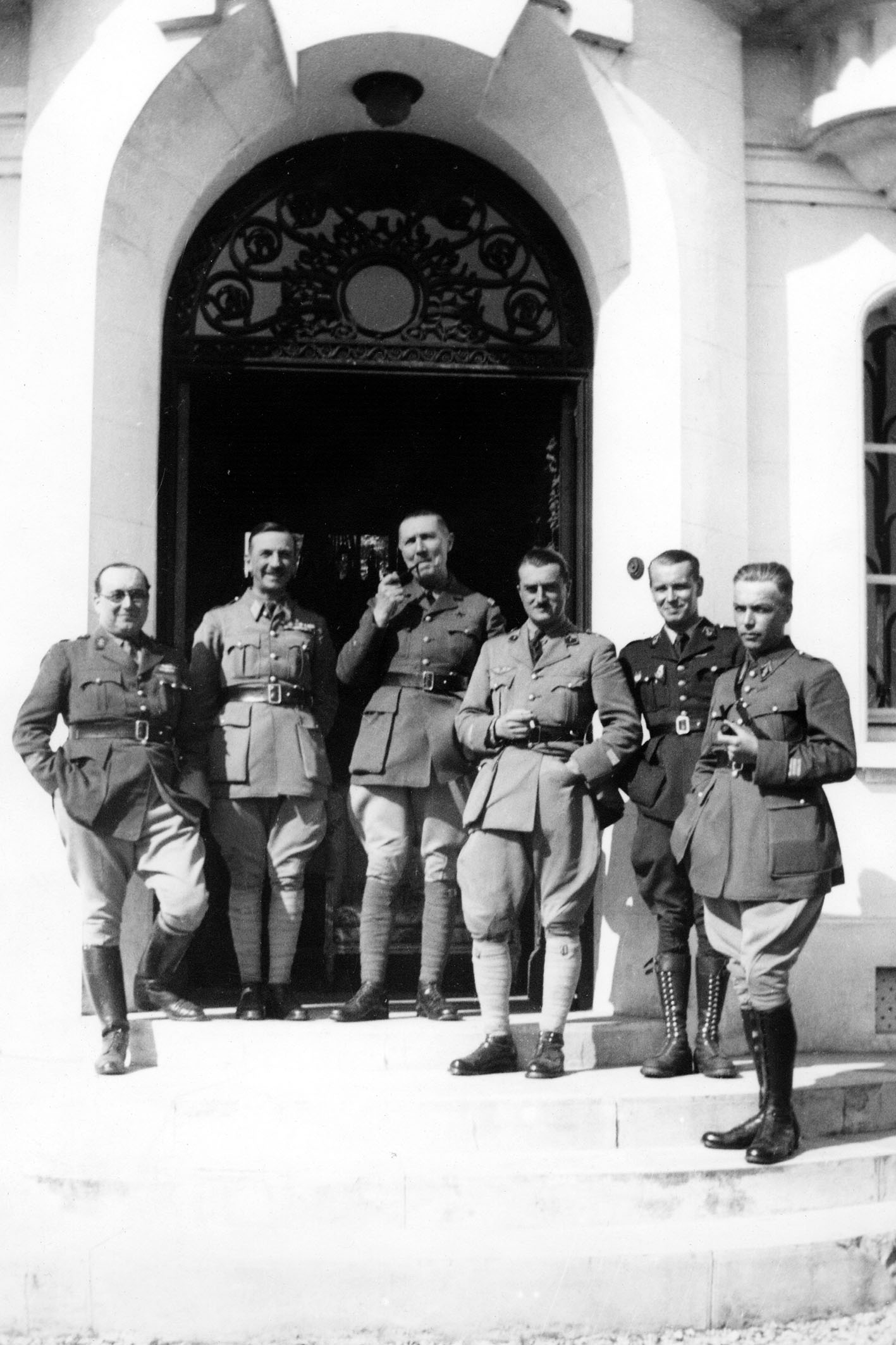
L'état-major de la 4e BLM en novembre 1939.

La 3e BLM regroupe les deux régiments de combat, le 13e et le 29e régiment de dragons, équipés d'automitrailleuses de combat et de chars. La 4e BLM est organisée avec le 1er régiment de dragons portés, régiment d'infanterie motorisée, et le 8e régiment de cuirassiers, régiment de découverte. Ce dernier régiment, chargé d'éclairer la division, est directement rattaché au commandant de la 2e DLM pendant les opérations.
L'artillerie est fournie par le 71e régiment d'artillerie tractée tout-terrain (ou 71e régiment d'artillerie de division légère mécanique).
La 3e BLM, en garnison à Melun[réf. nécessaire] jusqu'au début de la guerre, est commandée par le colonel Picard en 1936[réf. souhaitée], en 1939 par le colonel de Bauer puis par le général Testard (sl) à partir de février 1940. La 4e BLM, en garnison à Saint-Germain-en-Laye avant-guerre, est commandée par le général Altmayer, puis en 1937[réf. souhaitée] par le général Bougrain. Le colonel Lacroix prend le commandement en janvier 1940 puis le colonel Geoffroy du Bois de Beauchesne reçoit le commandement[réf. souhaitée].
En juin 1940, la division est reformée avec une seule brigade, la 4e BLM, qui regroupe le 8e régiment de cuirassiers et un régiment mixte formé des 13e et 29e dragons.

## Organisation détaillée et équipements
| Nom de l'unité                                                     | Avant-guerre | Début mai 1940 | En juin 1940 |
| ------------------------------------------------------------------ | --- | --- | --- |
| 13e régiment de dragons                                            | - 1 escadron de S35, - 1 escadron d'AMC Schneider P16, - 2 escadrons de H35.                                                                                          | - 2 escadrons de S35 (48 chars), - 2 escadrons de H35 (42 chars).                                                                                             | Régiment mixte à partir du 8 juin : - 2 escadrons de H39 (10 chars), - 2 escadrons de S35 (11 chars).                                                 |
| 29e régiment de dragons                                            | idem 13e dragons | idem 13e dragons | Régiment mixte à partir du 8 juin : - 2 escadrons de H39 (10 chars), - 2 escadrons de S35 (11 chars).                                                 |
| 8e régiment de cuirassiers                                         | - 2 groupes d'escadrons - 1 escadron d'AMD (Panhard 165 puis Panhard 178) - 1 escadron motocycliste                                                                   | - 1 escadron hors-rang et état-major (5 Panhard 178) - 2 groupes d'escadrons - 1 escadron d'AMD (22 Panhard 178), - 1 escadron de motocyclistes.              | - 2 escadrons mixtes de découverte (5 Panhard 178) |
| 1er régiment de dragons portés                                     | - 1 escadron hors-rang, - 2 bataillons avec chacun : - 1 escadron mixte AMR-motos (21 AMR 35), - 2 escadrons de FV portés sur Laffly S20TL, - 1 EME porté sur Laffly. | - 3 bataillons avec chacun : - 1 escadron d'AMR (23 AMR 35) - 1 de FV motocyclistes, - 2 de FV portés, - 1 EME porté.                                         | - 1 escadron mixte AMR/motos (quelques AMR 35), - 3 escadrons de FV portés, - 1 EME porté. Les escadrons portés sont sur GMC ACK 353 et Laffly V15 T. |
| Bataillon porté composite Manceron                                 | néant | néant | formé sur le modèle du 1er RDP à partir d’éléments de la division restés sans matériel, rejoint le 18 juin                                            |
| 12e escadron divisionnaire antichar (rattaché au 13e dragons),     | ? | douze canons antichars de 25 mm. | ? |
| 12e escadron divisionnaire de réparation (rattaché au 29e dragons) | ? | | ? |
| 71e régiment d'artillerie                                          | ? | - 1er et 2e groupes de 12 canons de 75 mm TTT, - 3e groupe de 12 canons de 105 mm C modèle 1935B, - 10e batterie antichar de huit canons de 47 mm modèle 1937 | néant |
| Artillerie en renfort                                              | néant | Batterie 1018/405 avec 6 canons antiaériens de 25 mm | 3e, 4e, 6e et 9e batteries du 110e RALC hippomobile (canons de 105 mm L modèle 1913 et de 155 mm L modèle 1917), rejoignent le 18 juin                |
| Sapeurs-mineurs                                                    | ? | Compagnies 38/1, 38/2, 38/3 | Néant |
| équipage de pont                                                   | ? | Compagnie 38/16 | Néant |
| Transmissions                                                      | ? | Compagnie téléphonique 38/81, Compagnie radio 38/82, Dét. colombophile 38/83                                                                                  | Néant |
| Train                                                              | ? | Compagnie automobile de quartier-général 228/23 | Services « embryonnaires » |
| Train                                                              | ? | Compagnie automobile de transport 328/23 | Services « embryonnaires » |
| Intendance                                                         | ? | Groupe d'exploitation divisionnaire 38/22 | Services « embryonnaires » |
| Santé                                                              | ? | 38e groupe sanitaire divisionnaire | Services « embryonnaires » |
| Aviation                                                           | néant | Groupe aérien d'observation IV/551 | néant |
| Total en blindés                                                   | | - 48 AMD Panhard 178, - 69 AMR 35, - 94 chars Hotchkiss H35, - 96 chars Somua S35.                                                                            | - 5 AMD Panhard 178, - Quelques AMR 35, - 10 chars Hotchkiss H39, - 11 chars Somua S35.                                                               |

## Avant-guerre

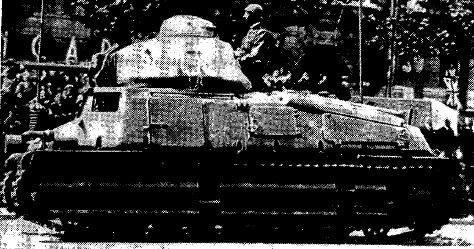
Le char S35 du colonel du 13e dragons défile le 14 juillet 1938 à Paris.

Lors de sa création en 1937, elle s'inspire pour son organisation de la 1re division légère mécanique, créée l'année précédente, en y apportant quelques modifications, dues surtout à l'évolution du matériel. Ainsi, l’infanterie est représentée par le seul 1er régiment de dragons portés à 3 bataillons, au lieu de deux régiment à deux bataillons, et les automitrailleuses de combat semi-chenillées cèdent la place à des chars Hotchkiss H35 et Somua S35[réf. nécessaire].

## Pendant la campagne de France

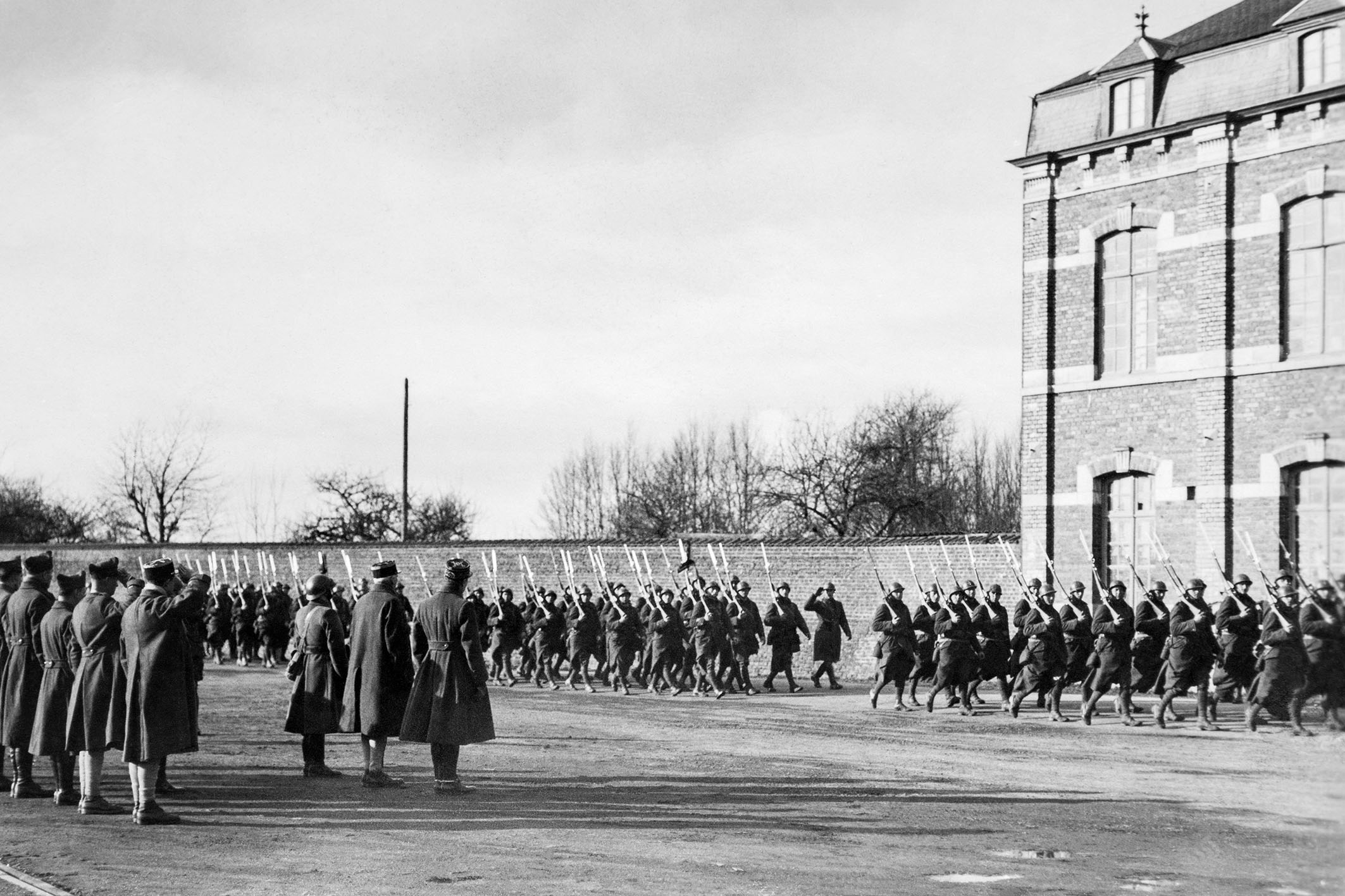
Défilé des troupes de la 2e DLM devant le général Bougrain. À Boué, le 24 février 1940.

Au déclenchement de l'attaque allemande, la 2e DLM est regroupée avec la 3e DLM dans le corps de cavalerie du général Prioux. En application de la manœuvre Dyle-Bréda, la division pénètre en Belgique, selon l’itinéraire Landrecies-Maubeuge-Charleroi-Namur[réf. souhaitée]. Les AMD du 8e cuirassiers entrent en contact avec l'ennemi le 11 mai après-midi. La DLM mène alors une action de retardement dans la région de Hannut, jusqu'au 14 mai, pour permettre le déploiement des trois divisions d'infanterie motorisée de la 1re armée. Pendant ces trois jours de combat engagé en particulier contre la 3e et la 4e Panzerdivision, la division subit des pertes légères, à la différence de la 3e DLM qui a subi le gros de l'attaque. Le 14 mai, la 2e DLM se replie vers Gembloux où l'infanterie s'est établie, le 13e dragons perdant une partie de ses chars dans cette manœuvre.
Elle est envoyée à Binche[réf. souhaitée] sur le canal de Charleroi le 16 mai pour couvrir le repli de la 1re armée, puis elle est impliquée du 19 au 23, dans la bataille des Flandres, à l'issue de laquelle les forces alliées engagées en Belgique se voient coupées du reste de l'armée française par l'avance des blindés allemands à Abbeville. La division subit alors le sort des autres unités encerclées dans la poche, et combat en retraite jusqu'à Dunkerque, où ses éléments survivants sont embarqués pour l'Angleterre, les 30 et 31 mai[réf. souhaitée].
Ce qui reste de la division est rapidement renvoyé sur le continent, et elle est reformée à Dourdan[réf. souhaitée], selon le modèle allégé de DLM, c’est-à-dire un régiment de combat avec 20 H35 et 20 S35, un régiment de découverte avec 2 escadrons mixtes d'AMD et de motocyclistes et un bataillon de dragons portés à cinq escadrons,. Au 10 juin, elle est en réserve de la Xe armée, les deux jours suivants, elle s'engage dans la région de Septeuil, puis dans la forêt de Pacy. Le 12 juin, elle reçoit l'ordre de couvrir les passages de l'Avre, du confluent à Nonancourt, mission qu'elle remplit jusqu'au 16, où elle se replie sur Senonches, puis derrière la Loire à Tours, où elle s'installe en défense avec le 10e corps d'armée. La décision du gouvernement, de déclarer villes ouvertes les agglomérations de plus de vingt mille habitants, livrant les ponts aux Allemands, la défense sur la Loire devient impossible ; elle reçoit alors l'ordre de se replier sur la Creuse, sur le cours de laquelle elle mène une dernière contre-attaque, le 22 juin. Deux jours plus tard, elle combat encore entre Civray et Ruffec, quelques heures avant l'entrée en vigueur de l'armistice[réf. souhaitée].
La division est dissoute le 11 juillet.

## Insignes

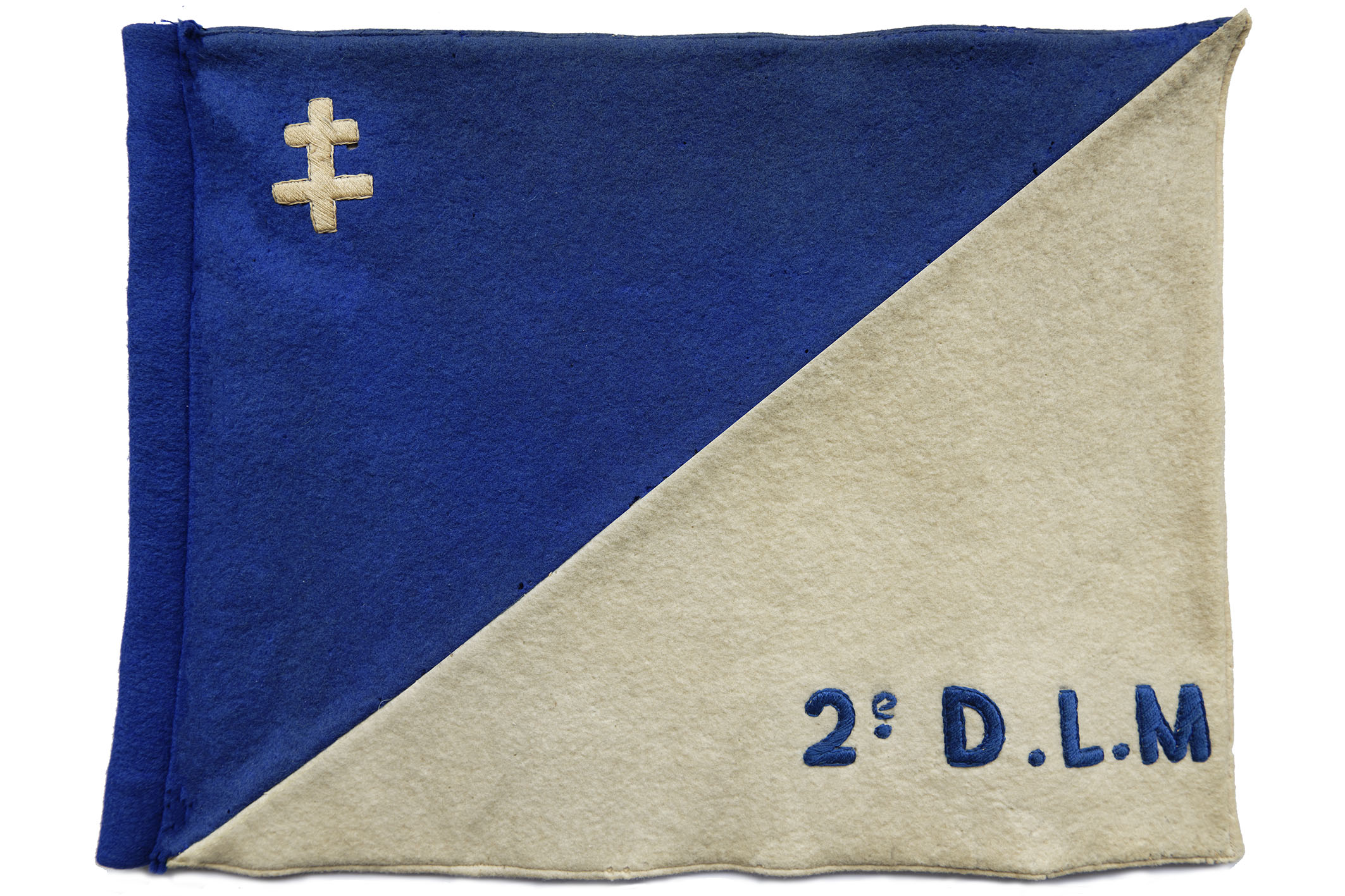
Fanion du général commandant la 2e DLM en 1940.

L'insigne de la 2e DLM, choisi par le général Altmayer, est à l'origine une croix de Lorraine tréflée. Elle est peinte blanche sur les véhicules mais elle est bleue sur l'insigne métallique. Elle est reprise sur l'insigne réalisé après la fin de la bataille, qui reprend les trois palmes des trois citations à l'ordre de l'armée gagnées par la division pendant la campagne de 1940.
Les deux brigades de la division ont reçu un insigne :
- Coupé de blanc et de bleu entouré d'un fer à cheval rouge à sept clous dorés pour la 3e BLM. Cet insigne est réalisé en 24 heures à l'automne 1939[22].
- Écu français ancien coupé azur et ivoire (argent), chargé d'un point d'interrogation de gueules pour la 4e BLM (insigne réalisé vers septembre 1939). Un témoignage dit que ce dernier serait la traduction de la surprise du général Bougrain commandant de la brigade de n'avoir qu'un unique régiment sous ses ordres[22].